# Чемпионат Европы по спортивной гимнастике 1998 (мужчины)
Чемпионат Европы по спортивной гимнастике 1998 года среди мужчин прошёл 23-26 апреля в Санкт-Петербурге (Россия).

## Общий медальный зачёт
| Место | Страна    | Золото | Серебро | Бронза | Всего |
| ----- | --------- | ------ | ------- | ------ | ----- |
| 1     | Россия    | 3      | 2       | 3      | 8     |
| 2     | Франция   | 2      | 1       | 0      | 3     |
| 3     | Греция    | 1      | 1       | 1      | 3     |
| 4     | Испания   | 1      | 0       | 1      | 2     |
| 5     | Венгрия   | 1      | 0       | 0      | 1     |
| 6     | Германия  | 0      | 1       | 2      | ?     |
| 7     | Финляндия | 0      | 1       | 0      | 1     |
| 7     | Польша    | 0      | 1       | 0      | 1     |
| 7     | Словения  | 0      | 1       | 0      | 1     |
| 10    | Швейцария | 0      | 0       | 1      | 1     |

## Медалисты

### Командное первенство
Согласно:
| Место | Страна   | Спортсмены                                                                       | Баллы   |
| ----- | -------- | -------------------------------------------------------------------------------- | ------- |
| 1     | Франция  | Тьерри Эм Эрик Казимир Самюэль Дюмон Дмитрий Карбаненко Эрик Пужад               | 164.823 |
| 2     | Россия   | Алексей Немов Алексей Бондаренко Дмитрий Львов Максим Алёшин Николай Крюков      | 164.809 |
| 3     | Германия | Валерий Беленький Сергей Харьков Жан-Пьер Никиферов Даниэль Фараго Дмитрий Нонин | 164.033 |

### Абсолютное первенство
Согласно:
| Место | Спортсмен          | Баллы  |
| ----- | ------------------ | ------ |
| 1     | Алексей Бондаренко | 56.898 |
| 2     | Дмитрий Карбаненко | 56.512 |
| 3     | Алексей Немов      | 56.473 |

### Вольные упражнения
Согласно:
| Место | Спортсмен            | Баллы |
| ----- | -------------------- | ----- |
| 1     | Алексей Немов        | 9.625 |
| 2     | Иоаннис Мелиссанидис | 9.575 |
| 3     | Алексей Бондаренко   | 9.500 |

### Упражнения на коне
Согласно:
| Место | Спортсмен          | Баллы |
| ----- | ------------------ | ----- |
| 1     | Эрик Пужад         | 9.687 |
| 2     | Алексей Бондаренко | 9.650 |
| 3     | Николай Крюков     | 9.625 |

### Кольца
Согласно:
| Место | Спортсмен           | Баллы |
| ----- | ------------------- | ----- |
| 1     | Сильвестр Чоллань   | 9.675 |
| 2     | Валерий Беленький   | 9.600 |
| 3     | Димостенис Тампакос | 9.587 |

### Опорный прыжок
Согласно:
| Место | Спортсмен            | Баллы |
| ----- | -------------------- | ----- |
| 1     | Иоаннис Мелиссанидис | 9.556 |
| 2     | Лешек Бляник         | 9.549 |
| 3     | Дитер Рем            | 9.475 |

### Параллельные брусья
Согласно:
| Место | Спортсмен          | Баллы |
| ----- | ------------------ | ----- |
| 1     | Алексей Бондаренко | 9.525 |
| 2     | Митя Петковшек     | 9.337 |
| 3     | Андреу Виво        | 9.300 |

### Упражнения на перекладине
Согласно:
| Место | Спортсмен      | Баллы |
| ----- | -------------- | ----- |
| 1     | Хесус Карбальо | 9.650 |
| 2     | Яри Монкконен  | 9.537 |
| 3     | Дмитрий Нонин  | 9.462 |